# Wereldkampioenschap hockey vrouwen 2010
Het wereldkampioenschap hockey voor vrouwen werd in 2010 in het Argentijnse Rosario gehouden. Het toernooi werd georganiseerd door de FIH en duurde van 27 september tot en met 8 oktober. Twaalf landen deden mee. De Argentijnse hockeyploeg werd voor de tweede keer wereldkampioen.

## Kwalificatie
Voor het toernooi plaatsten zich het gastland en de vijf continentale kampioenen. Europa kreeg twee en Azië een extra plaats gebaseerd op de FIH-wereldranglijst. Omdat gastland Argentinië ook continentaal kampioen werd, ging een extra plaats naar Europa. De overige 3 landen plaatsten zich via het kwalificatietoernooi. Tussen haakjes staat de positie op de wereldranglijst vlak voor de aanvang van het toernooi.
| Data                       | Toernooi                          | Locatie                     | Gekwalificeerd                                      |
| -------------------------- | --------------------------------- | --------------------------- | --------------------------------------------------- |
| Gastland                   | Gastland                          | Gastland                    | Argentinië (2)                                      |
| 7–15 februari 2009         | Pan-Amerikaans kampioenschap 2009 | Hamilton, Bermuda           | — *                                                 |
| 10–18 juli 2009            | Afrikaans kampioenschap 2009      | Accra, Ghana                | Zuid-Afrika (12)                                    |
| 22–29 augustus 2009        | Europees kampioenschap 2009       | Amsterdam, Nederland        | Nederland (1) Duitsland (4) Engeland (6) Spanje (8) |
| 25–29 augustus 2009        | Oceanisch kampioenschap 2009      | Invercargill, Nieuw-Zeeland | Nieuw-Zeeland (7)                                   |
| 29 oktober–8 november 2009 | Aziatisch kampioenschap 2009      | Bangkok, Thailand           | China (3) India (13)                                |
| 26 maart – 3 april 2010    | Kwalificatietoernooi 1            | San Diego, Verenigde Staten | Zuid-Korea (11)                                     |
| 17–26 april 2010           | Kwalificatietoernooi 2            | Kazan, Rusland              | Japan (9)                                           |
| 24 april – 2 mei 2010      | Kwalificatietoernooi 3            | Santiago, Chili             | Australië (5)                                       |

* Omdat Argentinië kampioen werd maar als gastland al was geplaatst, ging de vrijgekomen plaats naar Europa

## Groepsindeling
| Groep A                                                 | Groep B                                                 |
| ------------------------------------------------------- | ------------------------------------------------------- |
| Australië Duitsland India Japan Nederland Nieuw-Zeeland | Argentinië China Engeland Spanje Zuid-Afrika Zuid-Korea |

## Uitslagen
Alle tijden zijn in de lokale tijd UTC−3.

### Eerste ronde
De twaalf landen werden in twee groepen gedeeld. De nummers 1 en 2 speelden de halve finales. De nummers 3 speelden om de 5e plaats, de nummers 4 om de 7e plaats etc.
| Team          | GS | W | G | V | DV | DT | DS  | Ptn |
| ------------- | -- | - | - | - | -- | -- | --- | --- |
| Nederland     | 5  | 5 | 0 | 0 | 25 | 8  | +17 | 15  |
| Duitsland     | 5  | 4 | 0 | 1 | 10 | 4  | +6  | 12  |
| Australië     | 5  | 3 | 0 | 2 | 13 | 10 | +3  | 9   |
| Nieuw-Zeeland | 5  | 1 | 1 | 3 | 9  | 15 | −6  | 4   |
| India         | 5  | 1 | 0 | 4 | 7  | 20 | −13 | 3   |
| Japan         | 5  | 0 | 1 | 4 | 6  | 13 | −7  | 1   |

| 30 augustus 2010 14:30                                  |           |            |                                                              |
| Nederland                                               | 7 – 1     | India      | Scheidsrechters: Julie Ashton Lucy (AUS) Frances Block (ENG) |
| Agliotti 8' Hoog 24' Lammers 28' 45' Paumen 41' 49' 60' | (verslag) | Rampal 22' | Scheidsrechters: Julie Ashton Lucy (AUS) Frances Block (ENG) |

| 30 augustus 2010 17:00 |           |               |                                                                 |
| Duitsland              | 2 – 0     | Nieuw-Zeeland | Scheidsrechters: Soledad Iparraguirre (ARG) Wendy Stewart (CAN) |
| Wilde 15' Bachmann 17' | (verslag) |               | Scheidsrechters: Soledad Iparraguirre (ARG) Wendy Stewart (CAN) |

| 30 augustus 2010 19:30 |           |           |                                                               |
| Australië              | 2 – 1     | Japan     | Scheidsrechters: Amy Hassick (VS) Carolina de la Fuente (ARG) |
| McGurk 14' Blyth 61'   | (verslag) | Chiba 63' | Scheidsrechters: Amy Hassick (VS) Carolina de la Fuente (ARG) |

| 1 september 2010 14:30  |           |                                                              |                                                                |
| India                   | 3 – 6     | Australië                                                    | Scheidsrechters: Kelly Hudson (NZL) Soledad Iparraguirre (ARG) |
| Rampal 30' 62' Rani 42' | (verslag) | Blyth 17' Nelson 34' 58' Eastham 52' Arrold 55' Liddelow 64' | Scheidsrechters: Kelly Hudson (NZL) Soledad Iparraguirre (ARG) |

| 1 september 2010 17:00                                                        |           |                      |                                                                |
| Nederland                                                                     | 7 – 3     | Nieuw-Zeeland        | Scheidsrechters: Marelize de Klerk (RSA) Carol Metchette (IRL) |
| Hoog 3' 60' Lammers 16' Agliotti 36' Paumen 38' van der Pols 39' Schopman 49' | (verslag) | Forgesson 2' 65' 70' | Scheidsrechters: Marelize de Klerk (RSA) Carol Metchette (IRL) |

| 1 september 2010 19:30 |           |              |                                                           |
| Duitsland              | 2 – 1     | Japan        | Scheidsrechters: Elena Eskina (RUS) Stella Bartlema (NED) |
| Stöckel 57' Keller 61' | (verslag) | Murakami 39' | Scheidsrechters: Elena Eskina (RUS) Stella Bartlema (NED) |

| 3 september 2010 16:30 |           |                                               |                                                          |
| India                  | 1 – 4     | Duitsland                                     | Scheidsrechters: Carol Metchette (IRL) Amy Hassick (USA) |
| Rampal 24'             | (verslag) | Hoffmann 22' Stöckel 32' Keller 36' Haase 49' | Scheidsrechters: Carol Metchette (IRL) Amy Hassick (USA) |

| 3 september 2010 19:00 |           |                               |                                                             |
| Australië              | 1 – 4     | Nederland                     | Scheidsrechters: Michelle Joubert (RSA) Frances Block (ENG) |
| Arrold 21'             | (verslag) | Paumen 10' 34' 40' Smeets 46' | Scheidsrechters: Michelle Joubert (RSA) Frances Block (ENG) |

| 3 september 2010 21:30  |           |                            |                                                         |
| Japan                   | 2 – 2     | Nieuw-Zeeland              | Scheidsrechters: Irene Presenqui (ARG) Lisa Roach (USA) |
| Chiba 47' Nakashima 54' | (verslag) | Forgesson 56' Sharland 57' | Scheidsrechters: Irene Presenqui (ARG) Lisa Roach (USA) |

| 5 september 2010 14:30 |           |                      |                                                         |
| Japan                  | 0 – 2     | India                | Scheidsrechters: Miao Lin (CHN) Julie Ashton-Lucy (AUS) |
|                        | (verslag) | Rampal 14' Handa 42' | Scheidsrechters: Miao Lin (CHN) Julie Ashton-Lucy (AUS) |

| 5 september 2010 17:00 |           |                        |                                                              |
| Duitsland              | 1 – 2     | Nederland              | Scheidsrechters: Lisa Roach (AUS) Soledad Iparraguirre (ARG) |
| Stöckel 3'             | (verslag) | Paumen 39' Lammers 69' | Scheidsrechters: Lisa Roach (AUS) Soledad Iparraguirre (ARG) |

| 5 september 2010 19:30 |           |                                        |                                                                    |
| Nieuw-Zeeland          | 1 – 4     | Australië                              | Scheidsrechters: Carolina De La Fuente (ARG) Carol Metchette (IRL) |
| Forgesson 5'           | (verslag) | McGurk 12' Nelson 57' 65' Liddelow 63' | Scheidsrechters: Carolina De La Fuente (ARG) Carol Metchette (IRL) |

| 7 september 2010 14:30     |           |       |                                                           |
| Nieuw-Zeeland              | 3 – 0     | India | Scheidsrechters: Amy Hassick (USA) Michelle Joubert (RSA) |
| Sharland 44' 54' Glynn 51' | (verslag) |       | Scheidsrechters: Amy Hassick (USA) Michelle Joubert (RSA) |

| 7 september 2010 17:00                          |           |               |                                                  |
| Nederland                                       | 5 – 2     | Japan         | Scheidsrechters: Lisa Roach (USA) Miao Lin (CHN) |
| van As 2' Paumen 10' 54' Welten 38' Lammers 49' | (verslag) | Chiba 67' 69' | Scheidsrechters: Lisa Roach (USA) Miao Lin (CHN) |

| 7 september 2010 19:30 |           |              |                                                                 |
| Australië              | 0 – 1     | Duitsland    | Scheidsrechters: Soledad Iparraguirre (ARG) Wendy Stewart (CAN) |
|                        | (verslag) | Bachmann 43' | Scheidsrechters: Soledad Iparraguirre (ARG) Wendy Stewart (CAN) |

Groep B
| Team        | GS | W | G | V | DV | DT | DS  | Ptn |
| ----------- | -- | - | - | - | -- | -- | --- | --- |
| Argentinië  | 5  | 5 | 0 | 0 | 14 | 2  | +12 | 15  |
| Engeland    | 5  | 3 | 1 | 1 | 7  | 6  | +1  | 10  |
| Zuid-Korea  | 5  | 2 | 2 | 1 | 10 | 8  | +2  | 8   |
| China       | 5  | 2 | 0 | 3 | 11 | 6  | +5  | 6   |
| Zuid-Afrika | 5  | 1 | 0 | 4 | 9  | 17 | −8  | 3   |
| Spanje      | 5  | 0 | 1 | 4 | 5  | 17 | −12 | 1   |

| 29 augustus 2010 14:30 |           |                                    |                                                      |
| China                  | 1 – 2     | Zuid-Korea                         | Scheidsrechters: Kelly Hudson (NZL) Lisa Roach (USA) |
| Zhao Yudiao 11'        | (verslag) | Kim Young-ran 23' Park Mi-hyun 51' | Scheidsrechters: Kelly Hudson (NZL) Lisa Roach (USA) |

| 29 augustus 2010 17:00  |           |                                   |                                                             |
| Spanje                  | 2 – 3     | Engeland                          | Scheidsrechters: Marelize de Klerk (RSA) Elena Eskina (RUS) |
| Comerma 4' Petchame 31' | (verslag) | Danson 17' Cullen 28' Gilbert 35' | Scheidsrechters: Marelize de Klerk (RSA) Elena Eskina (RUS) |

| 29 augustus 2010 19:30                      |           |                      |                                                              |
| Argentinië                                  | 5 – 2     | Zuid-Afrika          | Scheidsrechters: Carol Metchette (IRL) Stella Bartlema (NED) |
| Barrionuevo 16' Aymar 37' 39' 63' Russo 69' | (verslag) | Coetzee 22' Ryan 65' | Scheidsrechters: Carol Metchette (IRL) Stella Bartlema (NED) |

| 31 augustus 2010 14:30 |           |            |                                                                |
| China                  | 0 – 1     | Engeland   | Scheidsrechters: Irene Presenqui (ARG) Julie Ashton-Lucy (AUS) |
|                        | (verslag) | Macleod 2' | Scheidsrechters: Irene Presenqui (ARG) Julie Ashton-Lucy (AUS) |

| 31 augustus 2010 17:00 |           |           |                                                               |
| Zuid-Afrika            | 2 – 1     | Spanje    | Scheidsrechters: Lisa Roach (AUS) Carolina de la Fuente (ARG) |
| Coetzee 21' Damons 61' | (verslag) | Camón 31' | Scheidsrechters: Lisa Roach (AUS) Carolina de la Fuente (ARG) |

| 31 augustus 2010 19:30 |           |            |                                                        |
| Argentinië             | 1 – 0     | Zuid-Korea | Scheidsrechters: Miao Lin (CHN) Michelle Joubert (RSA) |
| Rebecchi 45'           | (verslag) |            | Scheidsrechters: Miao Lin (CHN) Michelle Joubert (RSA) |

| 3 september 2010 09:00 |           |                                             |                                                                    |
| Zuid-Afrika            | 1 – 4     | China                                       | Scheidsrechters: Stella Bartlema (NED) Carolina de la Fuente (ARG) |
| Wilson 16'             | (verslag) | Ren Ye 26' Fu Baorong 44' Gao Lihua 58' 60' | Scheidsrechters: Stella Bartlema (NED) Carolina de la Fuente (ARG) |

| 3 september 2010 11:30 |           |                 |                                                                 |
| Engeland               | 1 – 1     | Zuid-Korea      | Scheidsrechters: Soledad Iparraguirre (ARG) Wendy Stewart (CAN) |
| Richardson 37'         | (verslag) | Kim Jong-eun 1' | Scheidsrechters: Soledad Iparraguirre (ARG) Wendy Stewart (CAN) |

| 3 september 2010 14:00 |           |                                            |                                                                  |
| Spanje                 | 0 – 4     | Argentinië                                 | Scheidsrechters: Julie Ashton-Lucy (AUS) Marelize de Klerk (RSA) |
|                        | (verslag) | Barrionuevo 13' 47' Gulla 14' Luchetti 40' | Scheidsrechters: Julie Ashton-Lucy (AUS) Marelize de Klerk (RSA) |

| 4 september 2010 14:30       |           |             |                                                                 |
| Engeland                     | 2 – 1     | Zuid-Afrika | Scheidsrechters: Carolina De La Fuente (ARG) Kelly Hudson (NZL) |
| Richardson 9' Richardson 48' | (verslag) | Coetzee 58' | Scheidsrechters: Carolina De La Fuente (ARG) Kelly Hudson (NZL) |

| 4 september 2010 17:00         |           |                       |                                                            |
| Zuid-Korea                     | 2 – 2     | Spanje                | Scheidsrechters: Frances Block (ENG) Carol Metchette (IRL) |
| Kim Bo-mi 7' Cheon Seul-ki 35' | (verslag) | Comerma 32' Muñoz 38' | Scheidsrechters: Frances Block (ENG) Carol Metchette (IRL) |

| 4 september 2010 19:30 |           |                           |                                                             |
| China                  | 0 – 2     | Argentinië                | Scheidsrechters: Wendy Stewart (CAN) Michelle Joubert (RSA) |
|                        | (verslag) | Barrionuevo 51' Aymar 60' | Scheidsrechters: Wendy Stewart (CAN) Michelle Joubert (RSA) |

| 6 september 2010 14:30 |           |                                                       |                                                             |
| Spanje                 | 0 – 6     | China                                                 | Scheidsrechters: Elena Eskina (RUS) Marelize de Klerk (RSA) |
|                        | (verslag) | Li Hongxia 11' Fu Baorong 42' Ma Yibo 49' 58' 63' 66' | Scheidsrechters: Elena Eskina (RUS) Marelize de Klerk (RSA) |

| 6 september 2010 17:00                                                             |           |                         |                                                            |
| Zuid-Korea                                                                         | 5 – 3     | Zuid-Afrika             | Scheidsrechters: Irene Presenqui (ARG) Wendy Stewart (CAN) |
| Lee Seon-ok 34' Kim Bo-mi 55' Cheon Seul-ki 58' Kim Young-ran 61' Park Mi-hyun 67' | (verslag) | Damons 2' Botha 50' 52' | Scheidsrechters: Irene Presenqui (ARG) Wendy Stewart (CAN) |

| 6 september 2010 19:30     |           |          |                                                                |
| Argentinië                 | 2 – 0     | Engeland | Scheidsrechters: Stella Bartlema (NED) Julie Ashton-Lucy (AUS) |
| Barrionuevo 13' Sruoga 67' | (verslag) |          | Scheidsrechters: Stella Bartlema (NED) Julie Ashton-Lucy (AUS) |

### Kruisingswedstrijden
Halve finales
| 9 september 2010 16:30 |                                           |             |                                                          |
| Nederland              | 1 – 1 (na verlenging) 4 – 3 (strafballen) | Engeland    | Scheidsrechters: Lisa Roach (AUS) Michelle Joubert (RSA) |
| Paumen 61'             | (verslag)                                 | MacLeod 56' | Scheidsrechters: Lisa Roach (AUS) Michelle Joubert (RSA) |

| 9 september 2010 19:30 |           |             |                                                              |
| Argentinië             | 2 – 1     | Duitsland   | Scheidsrechters: Frances Block (ENG) Julie Ashton-Lucy (AUS) |
| Aymar 25' Luchetti 63' | (verslag) | Stöckel 69' | Scheidsrechters: Frances Block (ENG) Julie Ashton-Lucy (AUS) |

### Plaatsingswedstrijden
Om de 11e/12e plaats
| 9 september 2010 13:30 |           |          |                                                       |
| Japan                  | 2 – 1     | Spanje   | Scheidsrechters: Kelly Hudson (NZL) Amy Hassick (USA) |
| Murakami 62' Chiba 68' | (verslag) | Curz 52' | Scheidsrechters: Kelly Hudson (NZL) Amy Hassick (USA) |

Om de 9e/10e plaats
| 10 september 2010 13:30           |           |                               |                                                       |
| India                             | 4 – 3     | Zuid-Afrika                   | Scheidsrechters: Stella Bartlema (NED) Miao Lin (CHN) |
| Rampal 9' 10' Anjum 37' Handa 56' | (verslag) | George 3' Ryan 27' Madsen 58' | Scheidsrechters: Stella Bartlema (NED) Miao Lin (CHN) |

Om de 7e/8e plaats
| 10 september 2010 16:00              |           |       |                                                                    |
| Nieuw-Zeeland                        | 3 – 0     | China | Scheidsrechters: Irene Presenqui (ARG) Carolina De La Fuente (ARG) |
| Forgesson 2' Harrison 13' Eshuis 66' | (verslag) |       | Scheidsrechters: Irene Presenqui (ARG) Carolina De La Fuente (ARG) |

Om de 5e/6e plaats
| 10 september 2010 19:30 |           |                   |                                                            |
| Australië               | 2 – 1     | Zuid-Korea        | Scheidsrechters: Carol Metchette (IRL) Wendy Stewart (CAN) |
| Eastham 33' Arrold 68'  | (verslag) | Kim Young-ran 22' | Scheidsrechters: Carol Metchette (IRL) Wendy Stewart (CAN) |

Om de 3e/4e plaats
| 11 september 2010 16:30   |           |           |                                                                         |
| Engeland                  | 2 – 0     | Duitsland | Scheidsrechters: Soledad Iparraguirre (ARG) Carolina de la Fuente (ARG) |
| Danson 28' Richardson 31' | (verslag) |           | Scheidsrechters: Soledad Iparraguirre (ARG) Carolina de la Fuente (ARG) |

Finale
| 11 september 2010 19:30 |           |                                |                                                           |
| Nederland               | 1 – 3     | Argentinië                     | Scheidsrechters: Lisa Roach (AUS) Marelize de Klerk (RSA) |
| Paumen 44'              | (verslag) | Rebecchi 3' 54' Barrionuevo 7' | Scheidsrechters: Lisa Roach (AUS) Marelize de Klerk (RSA) |

## Eindrangschikking
| rang   | land          |
| ------ | ------------- |
| Goud   | Argentinië    |
| Zilver | Nederland     |
| Brons  | Engeland      |
| 4      | Duitsland     |
| 5      | Australië     |
| 6      | Zuid-Korea    |
| 7      | Nieuw-Zeeland |
| 8      | China         |
| 9      | India         |
| 10     | Zuid-Afrika   |
| 11     | Japan         |
| 12     | Spanje        |

## Ereprijzen
| Topscorer      | Beste speelster | Beste keepster | Fair Play Trophy |
| -------------- | --------------- | -------------- | ---------------- |
| Maartje Paumen | Luciana Aymar   | Beth Storry    | Australië        |

WK mannen:
1971 ·
1973 ·
1975 ·
1978 ·
1982 ·
1986 ·
1990 ·
1994 ·
1998 ·
2002 ·
2006 ·
2010 ·
2014 ·
2018 ·
2023 ·
2026
WK vrouwen:
1971 ·
1972 ·
1974 ·
1975 ·
1976 ·
1978 ·
1979 ·
1981 ·
1983 ·
1986 ·
1990 ·
1994 ·
1998 ·
2002 ·
2006 ·
2010 ·
2014 ·
2018 ·
2022 ·
2026